# Wojciech Siemion

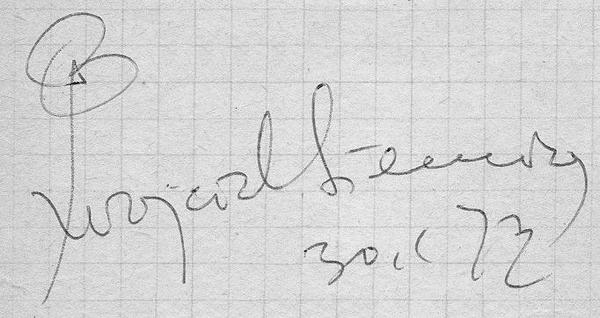
Autograf z kwiatkiem (1973)

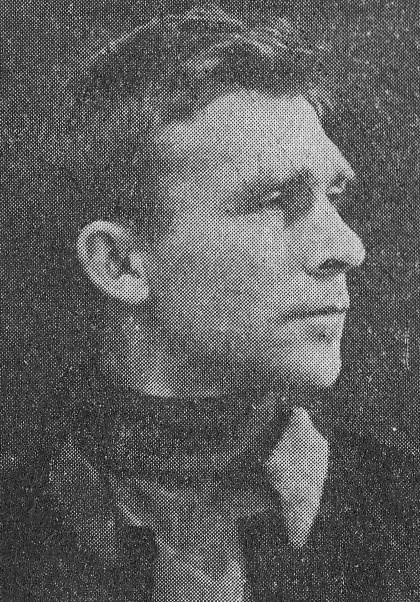
Wojciech Siemion (ok. 1960)

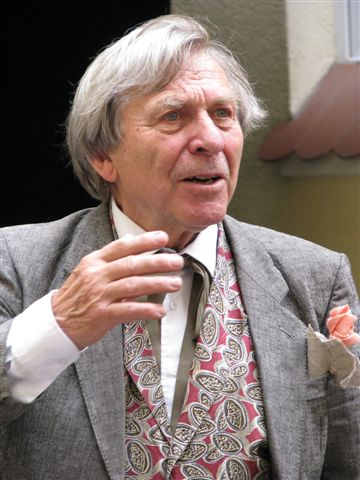
Wojciech Siemion (2008)

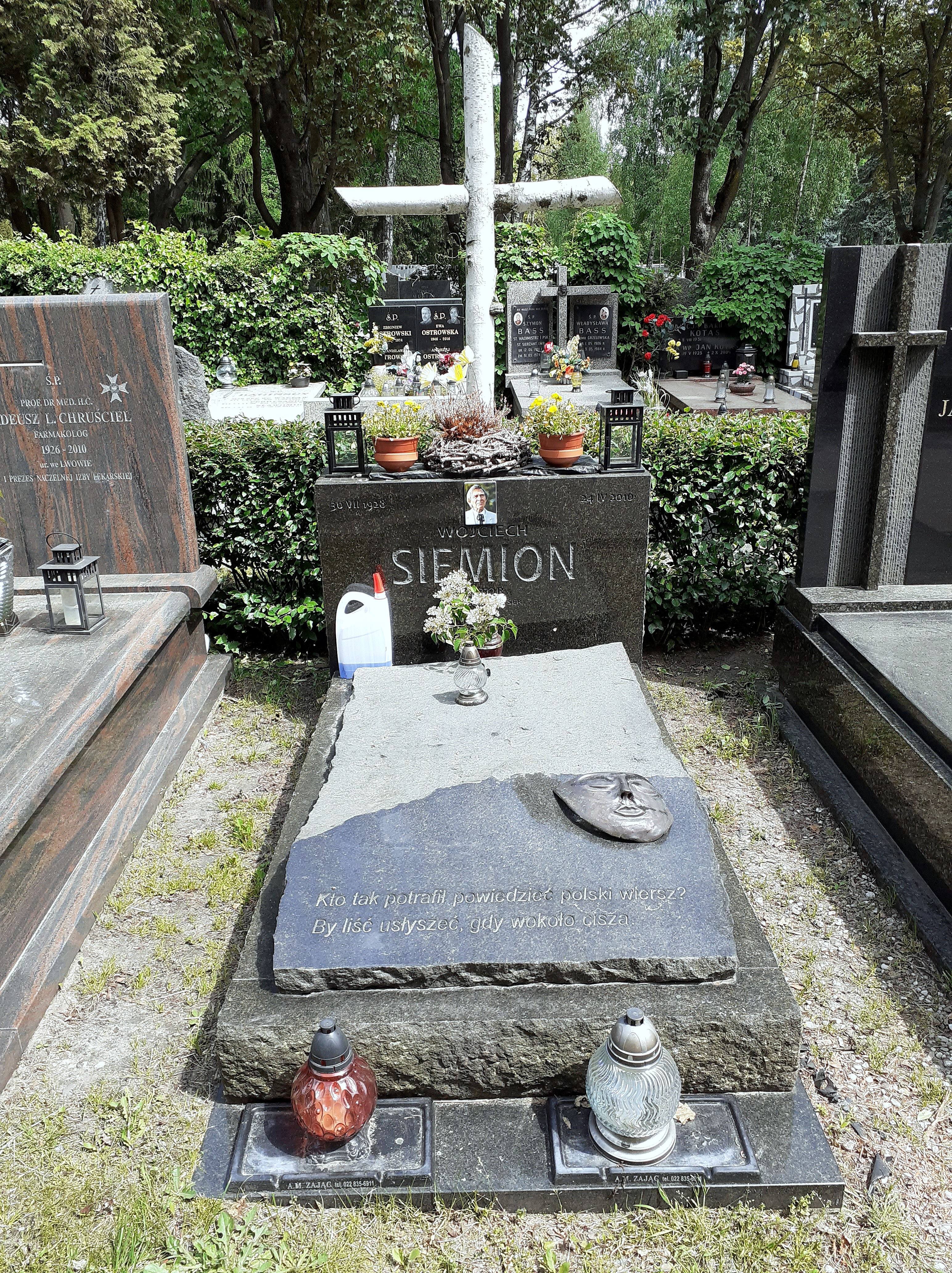
Nagrobek Wojciecha Siemiona

Juliusz Wojciech Siemion (ur. 30 lipca 1928 w Krzczonowie, zm. 24 kwietnia 2010 w Warszawie) – polski aktor teatralny i filmowy, poseł na Sejm PRL IX kadencji.

## Życiorys
Był synem Mikołaja i Apolonii Siemionów. Jego ojciec, kierownik szkoły powszechnej w Krzczonowie, został w 1942 zamordowany przez Niemców w obozie koncentracyjnym Auschwitz-Birkenau. Wojciech Siemion miał sześciu braci, wśród nich dziennikarza Leszka Siemiona i chemika Ignacego Siemiona, oraz dwie siostry, które zmarły wkrótce po urodzeniu. W 1945 przeniósł się do Kalisza, gdzie mieszkał jego brat Leszek. Tam ukończył Gimnazjum i Liceum dla Dorosłych im. Tadeusza Kościuszki w Kaliszu, a następnie studiował prawo na Uniwersytecie Marii Curie-Skłodowskiej w Lublinie (1947–1950), został absolwentem Państwowej Wyższej Szkoły Teatralnej im. Aleksandra Zelwerowicza w Warszawie (z 1951).
Debiutował w 1946 (jako adept) rolą Madrygała w Krakowiakach i Góralach Wojciecha Bogusławskiego na scenie Teatru Miejskiego im. Wojciecha Bogusławskiego w Kaliszu. Był aktorem Teatru Polskiego w Szczecinie (1950–1951), Teatru Ateneum (1951–1955), Teatru Młodej Warszawy (1955–1957), Teatru Komedia (1957–1962 i 1966–1968, w którym pełnił funkcję dyrektora i kierownika artystycznego), Teatru Narodowego (1962–1963, 1964–1965, 1972–1983), Teatru Powszechnego (1963–1964) i Teatru Ludowego w Warszawie (1970–1972), a także Teatru Polskiego we Wrocławiu (1968–1969). Był aktorem Studenckiego Teatru Satyryków, później w latach 60. kabaretu „Pod Egidą”. Zakładał teatr „Stara Prochownia”, w którym od 1972 pełnił funkcję dyrektora.
Prowadził spotkania dla czytelników pt. „Lekcja czytania”, podczas których przedstawiał własne interpretacje utworów Adama Mickiewicza, Cypriana Kamila Norwida, Mirona Białoszewskiego i Konstantego Ildefonsa Gałczyńskiego. Metodą interpretacyjną podczas tych spotkań było umiejętne wyczucie rytmiki utworów.
Według materiałów zgromadzonych w archiwum Instytutu Pamięci Narodowej w latach 1959–1978 był kontaktem poufnym Służby Bezpieczeństwa o pseudonimie „Wojciech”.
Pełnił funkcję I sekretarza POP PZPR w PWST w Warszawie. W 1983 wszedł w skład Rady Krajowej Patriotycznego Ruchu Odrodzenia Narodowego. W 1984 był członkiem Społecznego Komitetu Obchodów 40-lecia Polski Ludowej w Warszawie. W latach 1985–1989 z ramienia Polskiej Zjednoczonej Partii Robotniczej sprawował mandat posła na Sejm PRL IX kadencji. W latach 1986–1988 był członkiem Społecznego Komitetu Odnowy Starego Miasta w Zamościu. Od 1998 do 2002 zasiadał w Sejmiku Województwa Mazowieckiego, reprezentując Polską Partię Socjalistyczną (wybrany został z listy Sojuszu Lewicy Demokratycznej). W 2001 z listy Polskiego Stronnictwa Ludowego kandydował bez powodzenia do Sejmu. W 2002 i 2006 z listy PSL ubiegał się bezskutecznie ponownie o mandat radnego sejmiku, jednak w 2007 objął go w miejsce wybranego do Sejmu Janusza Piechocińskiego.
Wykładał na kierunku aktorstwo w Wyższej Szkole Komunikowania i Mediów Społecznych im. Jerzego Giedroycia w Warszawie, prowadził także prywatne muzeum we wsi Petrykozy.
21 kwietnia 2010 aktor doznał poważnych obrażeń w wyniku wypadku drogowego w Ruszkach pod Sochaczewem. Trzy dni później zmarł w warszawskim szpitalu. 7 maja 2010 Wojciech Siemion został pochowany w alei zasłużonych na cmentarzu Wojskowym na Powązkach w Warszawie (kwatera C29/tuje/12).

## Życie prywatne
Był żonaty z Jadwigą Siemion, zmarłą w 2004. Kilka lat później ożenił się z Barbarą Kasper-Siemion.

## Filmografia
- Załoga (1951) jako Tadeusz
- Przygoda na Mariensztacie (1953) jako Bronek, członek zespołu pieśni i tańca ze Złocieńca
- Trudna miłość (1954) jako syn Kubali
- Błękitny krzyż (1955) jako radziecki partyzant
- Eroica (1957) jako por. „Marianek”
- Zamach (1958) jako akowiec „Ryś”
- Zezowate szczęście (1960) jako personalny Józef Kacperski
- Marysia i krasnoludki (1960) jako Koszałek Opałek (głos) / Skrobek
- Świadectwo urodzenia (1961) jako taboryta Józef
- Złoto (1961) jako współlokator
- Zerwany most (1962) jako Iwan
- Czarne skrzydła (1962) jako sygnalista Jan Duś
- Jutro premiera (1962) jako inspicjent Józio
- Skąpani w ogniu (1963) jako kapral Naróg
- Barwy walki (1964) jako „Elegant”, członek oddziału AL
- Giuseppe w Warszawie (1964) jako Hans, pijany żołnierz niemiecki
- Życie raz jeszcze (1964) jako członek Komitetu Powiatowego atakujący Jakuszyna
- Salto (1964) jako artysta
- Sposób bycia (1965) jako listonosz
- Wojna domowa (1965–1966) jako wychowawca Pawła
- Czterej pancerni i pies (1966–1970) jako kapral Kucharek
- Niewiarygodne przygody Marka Piegusa (1966) jako Jaszczołt, kapitan MO
- Poradnik matrymonialny (1967) jako milicjant
- Kierunek Berlin (1968) jako kapral Wojciech Naróg
- Ostatnie dni (1969) jako kapral Wojciech Naróg
- Co jest w człowieku w środku (1969) jako starszy sierżant Słaboszewski
- Kłopotliwy gość (1971) jako oficer straży pożarnej
- Poszukiwany, poszukiwana (1972) jako prokurator
- Nie ma róży bez ognia (1974) jako dyrektor szkoły
- Ziemia obiecana (1974) jako Wilczek
- Zwycięstwo (1974) jako kapral Wojciech Naróg
- Wolna sobota (1977) jako Mieczysław Gawełek
- Co mi zrobisz, jak mnie złapiesz (1978) jako badylarz „wynajmujący” ciężarówkę
- Filip z konopi (1981) jako naczelnik
- Rodzina Leśniewskich (1981) jako profesor Zbigniew Radosz (odc. 7)
- Alternatywy 4 (1983) jako inżynier Dominek
- Odjazd (1991) jako Gozdek
- Kolejność uczuć (1993) jako dyrektor teatru
- Tajemnica trzynastego wagonu (1993) jako Wiktor
- Złotopolscy (1997) jako Zdzisław Wolski
- Przedwiośnie (2001) jako Maciejunio
- Ubu Król (2003) jako Merdenpot
- Szatan z siódmej klasy (2006) jako dziadek Ignaca (odc. 5–7)
- Taxi A (2007) jako emeryt
- Niezawodny system (2008) jako Leon
- Ostatnia akcja (2009) jako Władek, były żołnierz AL

## Publikacje
- Lekcja czytania. Norwid, 2001
- Lekcja czytania. Mickiewicz, 2003
- Lekcja czytania. Gałczyński czyli Metryka grecka i rzymska w niektórych wierszach poety, 2003
- (Za)patrzenie, 2004
- Non omnis moriar przy Józefa Panfila portretach człowieka, 2005
- Lekcja czytania. Różewicz, 2006
- Lekcja czytania. Białoszewski, 2007
- Lekcja czytania. Aleksander Wat, 2008
- Lekcja czytania. Juliusz Słowacki, 2009
- Fortepian Szopena, 2010

## Odznaczenia i wyróżnienia
- Order Sztandaru Pracy I klasy (1984)
- Order Sztandaru Pracy II klasy (1962)
- Krzyż Komandorski z Gwiazdą Orderu Odrodzenia Polski (1999)[1]
- Krzyż Komandorski Orderu Odrodzenia Polski (1989)
- Krzyż Kawalerski Orderu Odrodzenia Polski (1959)
- Srebrny Krzyż Zasługi (1956)
- Medal 30-lecia Polski Ludowej (1975)
- Medal 10-lecia Polski Ludowej (1955)[12]
- Odznaka „Zasłużony Działacz Kultury” (1984)
- Srebrna odznaka honorowa „Za Zasługi dla Warszawy” (1961)[13]
- Medal Pamiątkowy „Pro Masovia” (2008)[14]
- Nagroda im. Tadeusza Boya-Żeleńskiego (1962)
- Nagroda „Trybuny Ludu” (1984)[15]
- Nagroda Specjalna Ministra Obrony Narodowej w dziedzinie teatru i filmu za całokształt twórczości (1988)
- Nagroda im. Witolda Hulewicza[16]